# Sjöbo
Sjöbo è una cittadina (tätort) della Svezia meridionale, situata nella contea di Scania; è il capoluogo amministrativo della municipalità omonima.